# Railjet

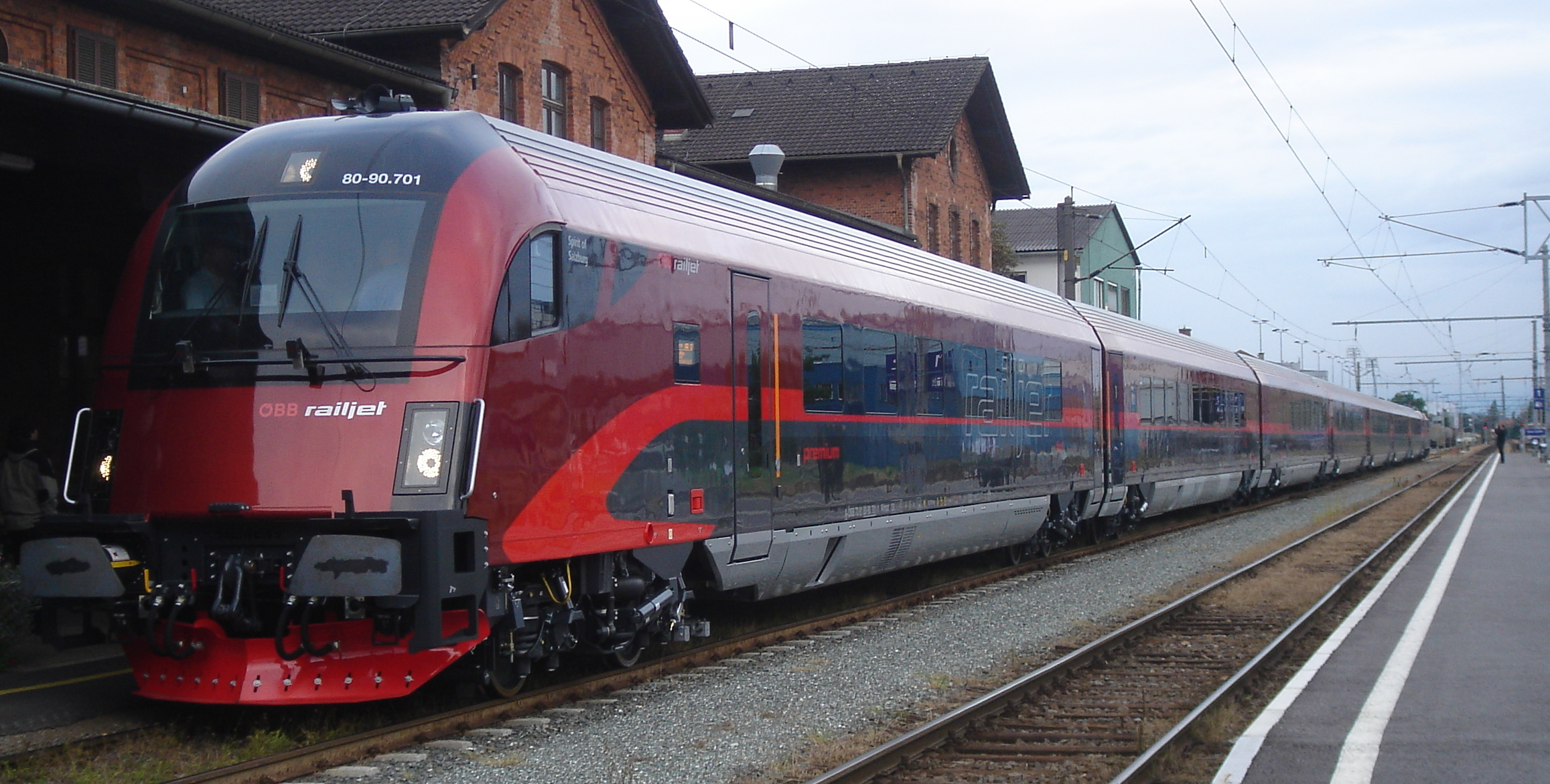
ÖBB-stuurstandrijtuig "Spirit of Salzburg".

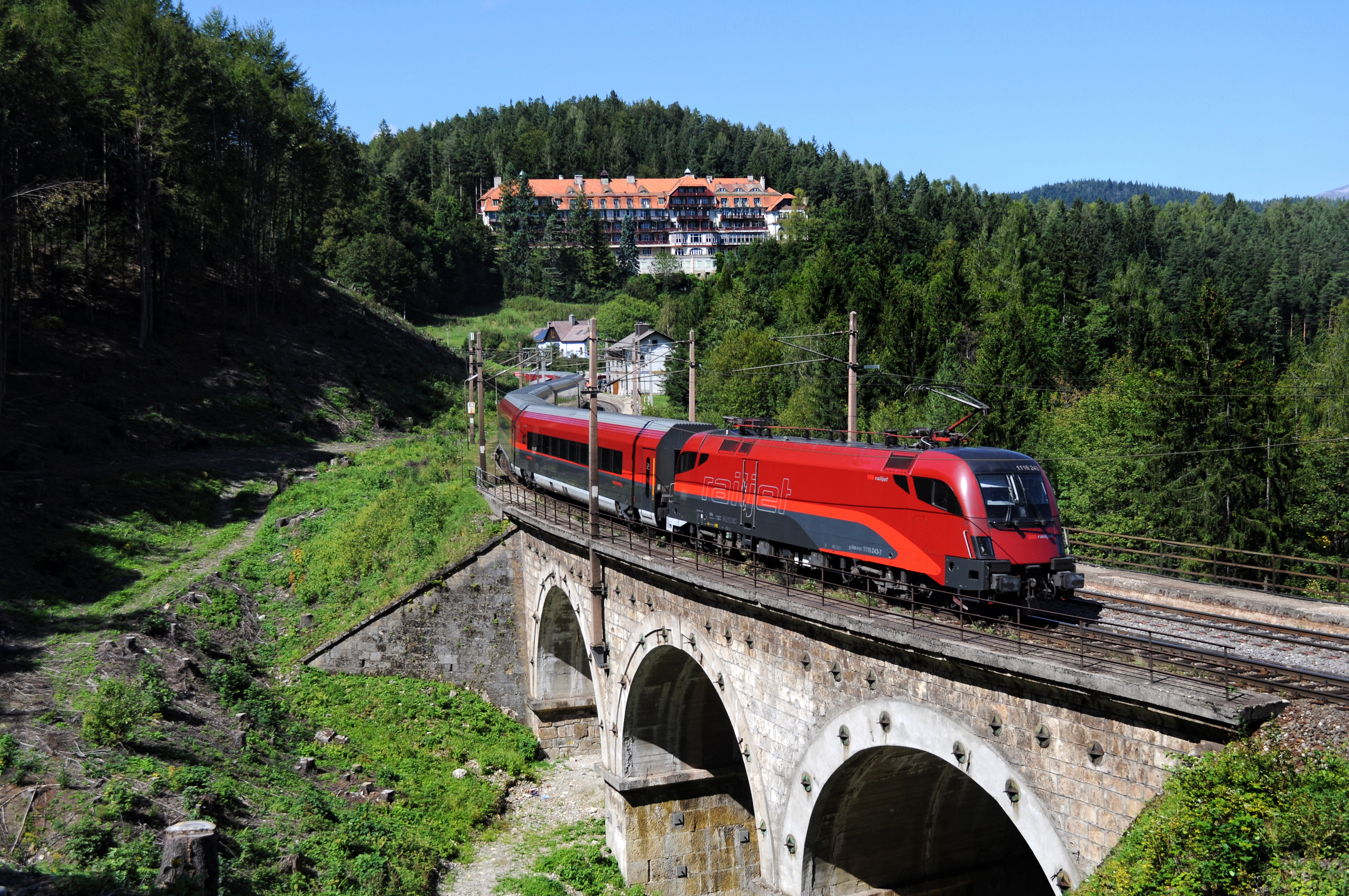
ÖBB-RJ-Locomotief 1116 243 bij Wolfsbergkogel aan de Semmeringbahn

De Railjet is de naam van een treindienst uitgevoerd met een trek-duwtrein en een elektrische locomotief van de Österreichische Bundesbahnen (ÖBB) en de České dráhy (ČD). Deze treinen zijn bestemd voor het langeafstandspersonenvervoer met snelheden tot 230 km/h. Railjet maakt deel uit van Railteam, een alliantie van zeven Europese hogesnelheidsoperatoren.

## Geschiedenis
In april 2005 bestelde Österreichische Bundesbahnen (OBB) 23 rijtuigstammen bestaande uit 7 rijtuigen bij Siemens Rail Systems (destijds Siemens Mobility) in Graz en Wenen. In februari 2006 werd de naam Railjet aan dit project toegevoegd.
Als tractievoertuig viel de keuze op de al voorhanden zijnde en eveneens door Siemens Mobility in München en Graz gebouwde locomotieven van de serie 1016, 1116 of 1216.
In april 2007 werd een optie voor 44 treinen gesloten. Deze optie werd in oktober 2007 omgezet in een bestelling.
Op 30 augustus 2012 nam de OBB de laatste van 51 door Siemens gebouwde Railjet-eenheid in gebruik. In de herfst van 2012 wordt begonnen met het inbouwen van een fietsenafdeling in alle 51 eenheden.

## Constructie en techniek

### Locomotieven
Railjet rijtuigstammen worden getrokken door locomotieven type Rh 1116. Dit zijn multifunctionele elektrische locomotieven gebouwd door Siemens Rail Systems. In enkele gevallen worden ook locomotieven van de aanverwante series Rh 1016 of Rh 1216 gebruikt.

### Rijtuigen
De gebruikte rijtuigen zijn van het type Viaggio Light, gebouwd door Siemens Rail Systems. Het zijn luchtdichte stalen rijtuigen met luchtvering en airco. Er kan ook gekoppeld worden met een andere Railjet-eenheid. In de praktijk blijft de locomotief permanent met de rijtuigen gekoppeld.
De treinen zijn in drie klassen ingericht namelijk:
- Business-Class
- First-Class (eerste klas)
- Economy-Class (tweede klas)

### Stammen
De rijtuigstammen met locomotief zijn als volgt opgebouwd. Hierbij staat yyy in de UIC-nummers voor het locomotiefnummer, xx voor het stamnummer en c voor het controlecijfer (voor elk nummer verschillend).
- Locomotief 91 81 1116 yyy-c (in plaats van 1116 ook 1016 of 1216 mogelijk, afhankelijk van locomotieftype)
- Bmpz 73 81 22-90 1xx-c A-ÖBB (tweede klas)
- Bmpz 73 81 22-90 2xx-c A-ÖBB (tweede klas)
- Bmpz 73 81 22-90 3xx-c A-ÖBB (tweede klas)
- Bmpz 73 81 22-90 4xx-c A-ÖBB (tweede klas)
- ARbmpz 73 81 85-90 5xx-c A-ÖBB (eerste klas en bistro/restaurant met Info-Point)
- Ampz 73 81 19-90 6xx-c A-ÖBB (eerste klas)
- Afmpz 73 81 80-90 7xx-c A-ÖBB (Stuurstandrijtuig en Business-Class)

## Namen
De Österreichische Bundesbahnen hebben de volgende namen op de locomotieven en treinen geplaatst:
- UIC-nummer van de locomotieven:
- 1016 034-9: Railjet proefbeschildering - Spirit of Salzburg
- 1016 035-6: Railjet proefbeschildering - Spirit of Linz
- 1116 200-5: Railjet proefbeschildering - Spirit of Vienna
- 1116 201-3: Railjet - Spirit of Vienna
- 1116 203-9: Railjet - Spirit of Linz
- 1116 204-7: Railjet - Spirit of Austria
- 1116 205-4: Railjet - Spirit of Europe
- 1116 208-8: Railjet - Spirit of Germany
- 1116 214-6: Railjet - Spirit of Hungary
- 1116 215-3: Railjet - Spirit of Salzburg
- 1116 218-7: Railjet - Spirit of Zürich
- 1116 223-7: Spirit of Innsbruck
- # 51: Railjet - "railjet fifty-one"

## Treindiensten
De treinen van de Railjet worden door de Österreichische Bundesbahnen (ÖBB) ingezet op de volgende trajecten.
München - Salzburg - Wenen - BoedapestDeze treindienst werd per 14 december 2008 geactiveerd. Voor tractie dient een locomotief van de Rh 1116.
Wenen - Salzburg - InnsbruckDeze treindienst werd in juni 2009 geactiveerd.
Zürich - Innsbruck - Salzburg - WenenDeze treindienst werd per 13 december 2009 geactiveerd. Voor tractie van deze treinen dient een locomotief van de Rh 1016.
Wenen - Graz (- Ljubljana/Zagreb)
Wenen - Klagenfurt - Villach (- Venetië)Deze treindienst werd in 2010 geactiveerd. Voor tractie van deze treinen dient een locomotief van de Rh 1216.
Graz - Wenen - PraagDeze treindienst werd per 14 december 2014 geactiveerd en uitgevoerd met ČD-Railjet treinen.

## Foto’s

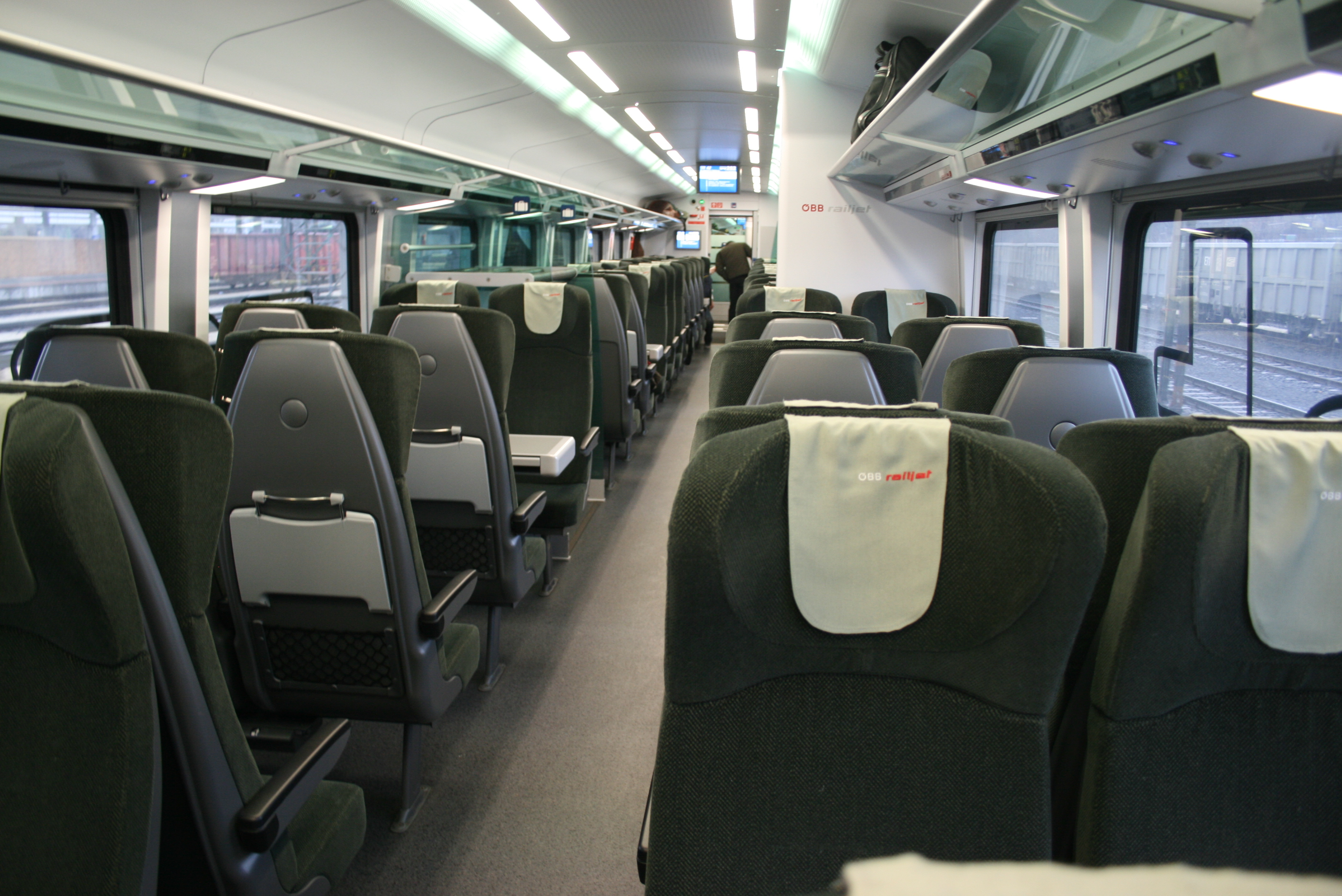
Railjet Economy-Class (tweede klas)
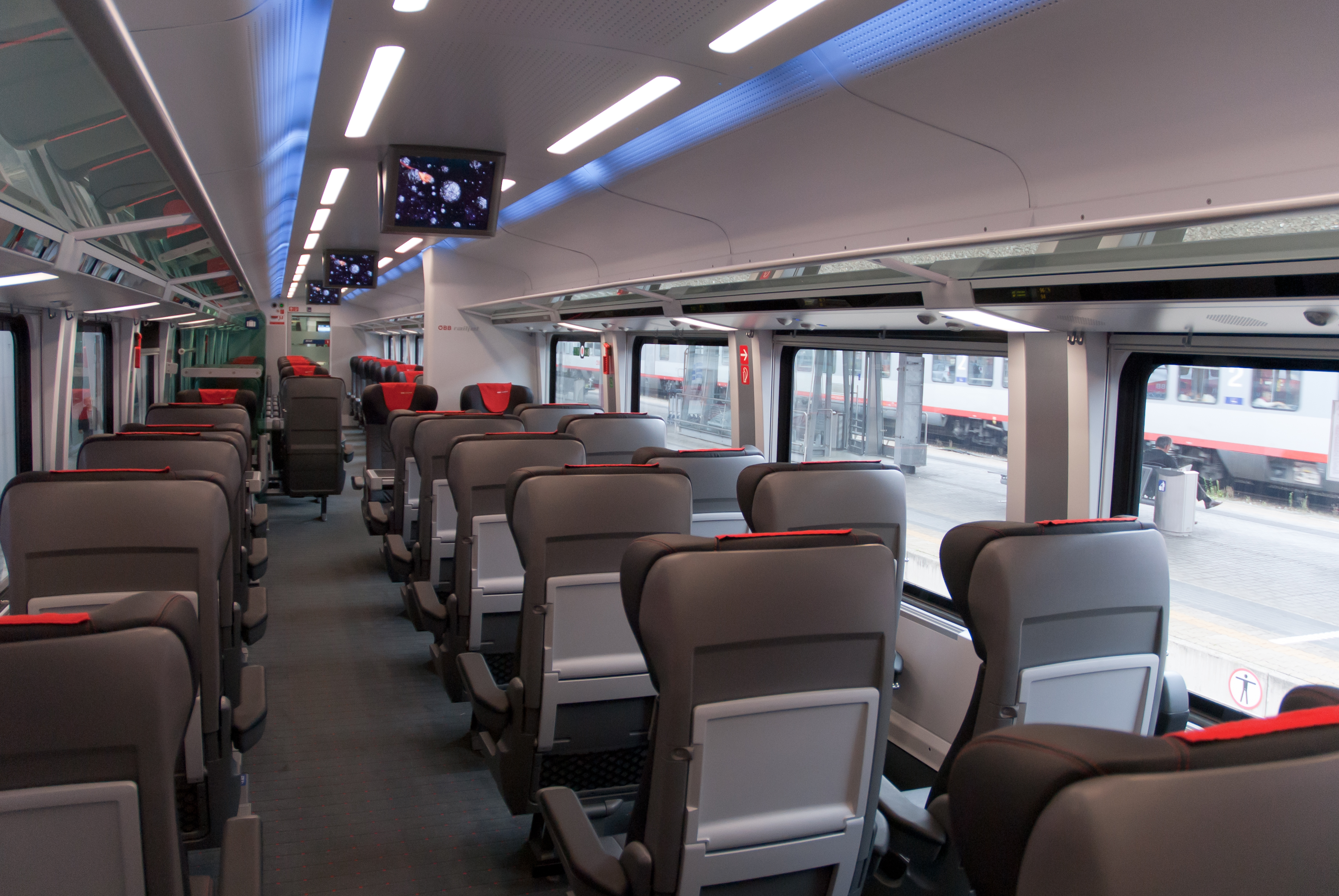
Railjet First-Class (eerste klas)
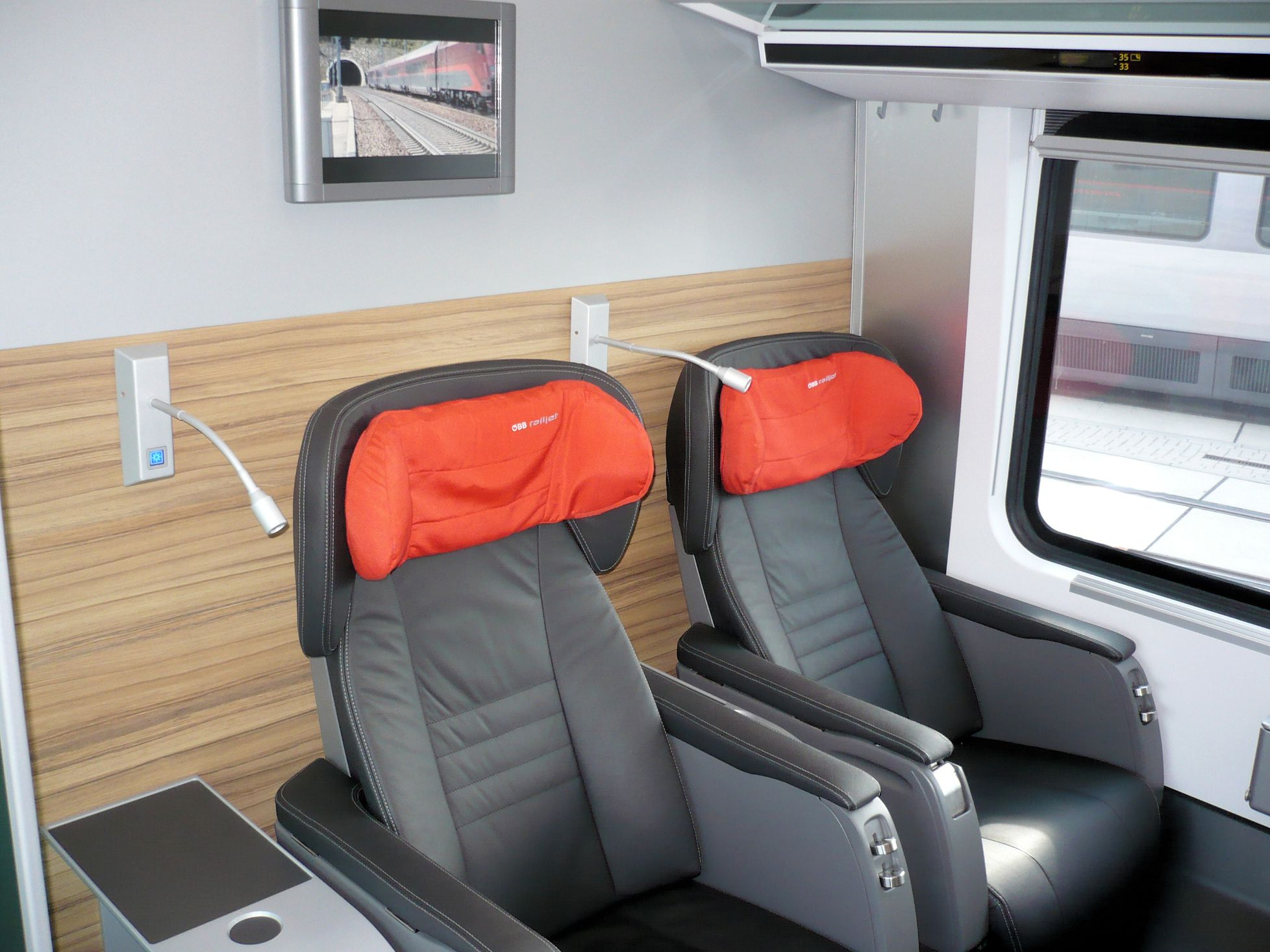
Railjet Businessklasse
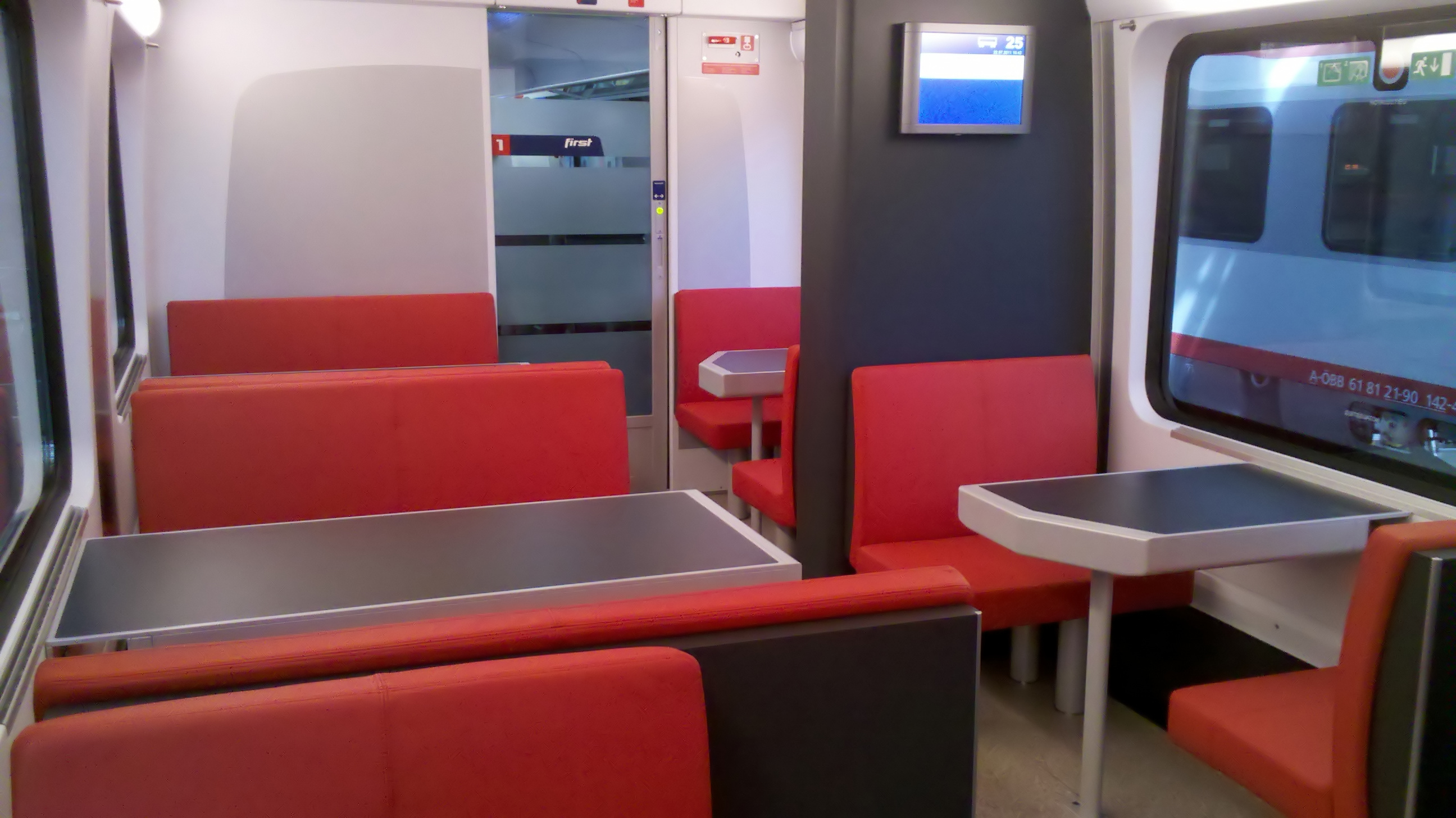
Restaurant/ bistro-afdeling

Vroeger bekend als Bundesbahnen Österreichs (BBÖ)